# 북마케도니아
북마케도니아 공화국(마케도니아어: Република Северна Македонија 레푸블리카 세베르나 마케도니야, 알바니아어: Republika e Maqedonisë së Veriut 레푸블리카 에 마체도니서 서 베리우트, 영어: Republic of North Macedonia, 문화어: 북마께도니아 공화국), 약칭 북마케도니아는 동남유럽 발칸반도 한가운데에 있는 내륙국이다. 북쪽으로 코소보, 세르비아, 동쪽으로 불가리아, 남쪽으로 그리스, 서쪽으로 알바니아와 접한다. 수도는 스코페이며, 그 밖에 주요 도시로는 비톨라, 쿠마노보, 프릴레프, 오흐리드, 벨레스, 슈티프, 코차니, 고스티바르, 스트루미차 등이 있다. 국토 내에는 50개가 넘는 호수가 있으며, 2,000 m가 넘는 산도 16곳이 있다.
오늘날 마케도니아의 영토는 옛 유고슬라비아의 남단이었으며, 제2차 세계 대전 이후 유고슬라비아 사회주의 연방공화국이 들어서면서 지금의 국경이 확정되었다. 1991년에 유고슬라비아로부터 국경 변경 없이 평화적으로 마케도니아 공화국(마케도니아어: Република Македонија, 문화어: 마께도니아 공화국)으로 분리 독립했다. 마케도니아는 북마케도니아뿐만 아니라 그리스·불가리아에 걸친 역사상의 지방을 이르는 이름으로, 그리스에도 마케도니아로 명명한 행정 구역이 있다. 1993년 유엔에 가입했으나 나라 이름을 '마케도니아'로 쓰는 데 그리스가 반대하여 구유고슬라비아 마케도니아 공화국(FYROM; The former Yugoslav Republic of Macedonia, 문화어: 이전 유고슬라비아 마께도니아 공화국)이라는 잠정 명칭을 받아들였다.
2019년 1월 마케도니아 공화국 의회와 그리스 의회가 합의안을 가결시키면서 오랜 시간 끌어온 그리스와의 마케도니아 명칭 분쟁이 일단락 되면서 현재의 국명인 북마케도니아로 변경되었다.
2019년 2월 13일 북마케도니아의 국제 기구 가입에 활로가 생겼다. 현재 북마케도니아는 유엔, 북대서양 조약기구, 유럽 평의회, 지중해 연합, 세계은행, 평화를 위한 동반자 관계, 중앙유럽 자유 무역 협정, 세계무역기구의 회원국이며, 유럽 연합에는 가입 후보국 목록으로 올라온 상태이다.

## 역사

### 고대
고대에 북마케도니아 영토 거의 대부분은 트라키아인 계통의 파이오니아 왕국에 속했다. 또한, 일리리아인 민족이 살던 고대 일리리아와 다르다니이도 이 땅의 일부를 차지했으며, 몰로소이족이 사는 륀케스티스와 펠라고니아도 있었다. 이들 사이에 정해진 경계는 없었으며, 때로는 마케도니아 왕국에 종속돼 있다가 떨어져 나갈 때도 있었다.
기원전 336년 마케도니아 왕국의 필리포스 2세는 왕국의 북부와 파이오니아 남부가 속한 상부 마케도니아를 정복했는데, 이 땅은 오늘날 북마케도니아의 일부가 된다. 필리포스의 아들인 알렉산드로스 대왕은 이 곳의 나머지 지방도 정복하여 도나우 강까지 진출하여 자신의 영토로 복속했다. 로마인들은 현 북마케도니아 영토의 상당수 지방을 마케도니아 속주로 편입했으며, 북단 일부 지역은 모이시아 속주로 두었다. 디오클레티아누스 시대에 두 속주는 세분되어 현 북마케도니아의 영토는 마케도니아 살루타리스(Macedonia Salutaris)와 모이시아 프리마(Moesia Prima)로 갈라졌다.

### 중세
서기 580년에 비잔티움 제국의 문헌에서는 아바르족과 불가르족의 도움을 받아 마케도니아 지방의 제국 영토를 침략한 슬라브인에 대한 기록이 나온다. 680년경 쿠베르(Kuber)라는 불가르인이 이끄는 불가르족과 슬라브족 비잔티움 사람들이 비톨라 시를 중심으로 한 케라미시안(Keramisian) 평원에 정착했다는 기록도 있다. 불가리아의 프레시안 1세 시대에 불가리아는 슬라브족과 함께 마케도니아 지방과 그 주변 지역에 대한 영향력을 확대했다. 9세기경 불가리아의 보리스 1세 차르 치세에 마케도니아 지방에 살던 슬라브족은 기독교를 받아들인다.
1014년 비잔티움 제국의 바실리오스 2세 황제는 불가리아의 사무일 차르 군대에 치명타를 가해 1018년에 7세기 이래 처음으로 마케도니아를 비롯한 발칸 전역의 지배권을 회복한다. 그러나, 12세기 말에 비잔티움 제국이 쇠퇴하면서 이 지역은 여러 세력들의 각축장이 되었으며, 1080년대에는 노르만족이 잠시 지배하기도 했다.
13세기 초에 불가리아 제국이 부흥하여 이 지역을 다시 장악했다. 그러나, 불가리아 제국은 정치적 혼란에 시달리다 결국 14세기 초에 이 땅을 비잔티움 제국에 내준다. 14세기에 마케도니아 땅은 슬라브 민족의 해방자를 자처한 세르비아 제국에 복속된다. 스코페가 스테판 우로시 4세 두샨 차르의 수도가 되었다.
두샨이 죽자 나약한 후계자가 황위를 잇고 귀족 간에 권력 투쟁이 일어나면서 발칸은 다시 쪼개졌고, 이 시기에 오스만 제국이 유럽에 진입했다. 14세기에 세르비아 제국이 무너지면서 프릴레프 왕국이 들어섰으나 단명했다. 이로써 발칸 반도는 중북부까지 500여 년 동안 오스만 제국의 지배를 받게 되었다.

### 민족의 각성
18세기 초 불가리아 민족 부흥이 시작될 당시 이 지역에는 밀라디노프 형제, 라이코 친지포프, 요아킴 크르초프스키, 키릴 페이치노비크 등 여러 개혁자가 나왔다. 스코페, 데바르, 비톨라, 오흐리드, 벨레스, 스트루미차의 주교들은 투표를 통해 1870년에 생긴 불가리아 주교구에 합류하기로 했다.
19세기 말부터 마케도니아 지방 전역을 아우르는 자치를 수립을 위한 여러 운동들이 시작되었는데, 최초의 조직은 '불가리아-마케도니아-아드리아노폴리스 혁명 위원회'였다. 이 조직은 1905년에 '내부 마케도니아-아드리아노폴리스 혁명단'(Internal Macedonian-Adrianople Revolutionary Organization)으로 개칭했으며, 제1차 세계 대전 이후 '내부 마케도니아 혁명 기구'와 '내부 트라키아 혁명 기구'로 분리되었다.
초기에 이 조직은 어떠한 민족 정체성도 주장하지 않았고, 공식적으로 "민족성에 상관 없이 마케도니아와 아드리아노폴리스 지역의 모든 불만 세력을 통합"하는 가능성을 열어두었다. 당시 마케도니아 지방에는 마케도니아인, 불가리아인, 그리스인, 알바니아인, 튀르키예인 등이 흩어져 살았다. 그러나, 혁명단 다수는 마케도니아 불가리아인이었다.
1903년에 마케도니아 혁명단은 오스만 제국에 대항하여 '일린덴-프레오브라제니에 반란'을 일으켜 다수 사상자를 내었으나, '크루셰보 공화국'을 세우는데 성공하였다. 이 반란과 크루셰보 공화국 성립은 '마케도니아 공화국'을 세운 주춧돌로 평가받고 있다.

### 세르비아 왕국과 유고슬라비아 왕국

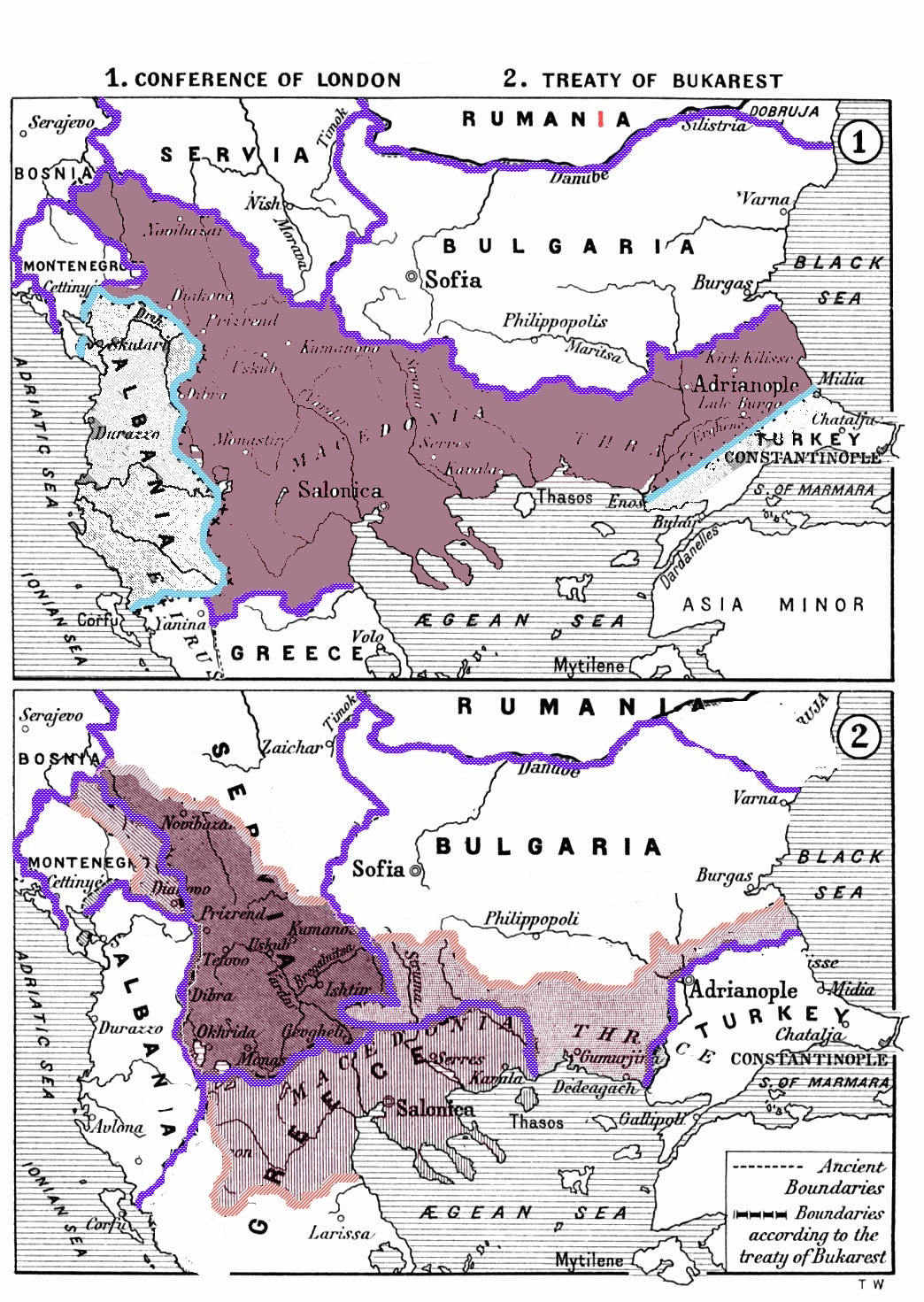
발칸 전쟁으로 분할된 마케도니아와 트라키아

1912년과 1913년의 두 번의 발칸 전쟁과 오스만 제국의 해체 이후 오스만 제국의 발칸 반도의 영토 대부분은 그리스, 세르비아, 불가리아가 나눠 가지고, 알바니아는 독립하였다. 오늘날 북마케도니아의 영토는 당시 '남부 세르비아'(세르비아어: Južna Srbija 유즈나 스르비야)로 명명되었다. 제1차 세계 대전 이후 세르비아는 세르비아인 크로아티아인 슬로베니아인 왕국의 일부가 된다. 1929년 이 왕국은 국호를 유고슬라비아 왕국으로 바꾸고, 현재의 북마케도니아 영토가 포함된 남부 세르비아를 '바르다르 주(Vardar Banovina 바르다르 바노비나)'로 개편하였다.
1920년부터 1934년까지 토도르 알렉산드로프, 알렉산다르 프로토게로프, 이반 미하일로프 등 내부 마케도니아 혁명단 지도자들은 세르비아와 그리스가 점령한 영토를 해방하고 지역이나 민족성과 상관 없이 모든 마케도니아인들을 위한 마케도니아의 독립과 통일을 이루자는 내용의 마케도니아 통일 사상을 내세웠다. 1918년 알렉산데르 말리노프의 불가리아 정부는 제1차 세계 대전 이후 이러한 목적을 위해 피린 마케도니아(Pirin Macedonia)를 내놓겠다고 제의했으나, 세르비아와 그리스는 이를 반대하였고 열강들 역시 이 방안을 받아들이지 않았다.
바르다르 주에서 반란이 일어나자 내부 마케도니아 혁명단은 이에 뛰어들었고, 이와 함께 마케도니아 청년 비밀 혁명단도 바르다르 주의 세르비아 관청과 군대에 게릴라 공격을 감행했다. 1923년 슈티프에서는 세르비아 게릴라들이 조직한 준군사 조직인 '불가리아 도적 대항 연합'과 내부 마케도니아 혁명단의 변절자들 및 마케도니아 연방단이 내부 마케도니아 혁명단과 마케도니아 청년 비밀 혁명단에 대립했다.

### 제2차 세계 대전 당시 유고슬라비아의 마케도니아
제2차 세계 대전 당시 유고슬라비아는 추축국에 점령당했다. 이 시기에 바르다르 주는 불가리아와 이탈리아령 알바니아로 분할되었고, 불가리아 행동 위원회가 들어서 불가리아 정부와 군대를 위해 일했다. 행동 위원회는 대부분 과거 내부 마케도니아 혁명단 출신 단원들이 결성하였으나, 판코 브라슈나로프, 스트라힐 고고프, 메토디 샤토로프와 같은 공산주의자도 참여했다.
마케도니아 공산주의자들의 지도자였던 샤토로프는 유고슬라비아 공산당에서 불가리아 공산당으로 적을 옮겼으며, 불가리아군과 싸우기를 거부했다.
불가리아 당국은 독일의 압력으로 스코페와 비톨라에서 7,000명이 넘는 유대인들을 국외로 추방했다.
점령군의 잔혹한 통치 때문에 마케도니아인들은 1943년 이후 요시프 브로즈 티토의 공산주의 빨치산 저항 운동을 지지했고, 마케도니아 민족 해방 전쟁이 뒤따라 일어나 1944년 말에 마케도니아에서 독일군은 쫓겨났다.
1944년 불가리아 군사 정변 이후 마케도니아에서 불가리아군은 독일군에 포위되어 옛 불가리아 국경까지 물러가 저항했다. 같은 해 9월에 3개 불가리아군(총 455,000여명 병력)이 유고슬라비아로 진입했으며, 그리스에서 철수하는 독일군을 차단하는 전략적 임무를 맡아 소피아에서 니시와 스코페로 진군했다. 세르비아의 남부와 동부 및 마케도니아는 한 달도 안 돼 해방되었다. 1945년에 불가리아 정부는 제2차 세계 대전 이후 통일 마케도니아 건국을 위해 피린 마케도니아 할양을 재차 제시했다.

### 유고슬라비아 사회주의 연방의 마케도니아

유고슬라비아 사회주의 연방 공화국 내의 공화국이었던 마케도니아(짙은 붉은 색)

1944년 마케도니아 인민 해방을 위한 반파시즘 의회는 마케도니아 인민 공화국이 티토가 이끄는 '유고슬라비아 인민 연방 공화국'의 일부라고 선언했다. 반파시즘 의회는 전쟁이 끝날 때까지 실질적인 정부로 기능했다. 반파시즘 의회의 언어학자들은 마케도니아어 문자를 제정했다.
새 공화국은 유고슬라비아 연방의 여섯 공화국 가운데 일원이 되었다. 유고슬라비아 연방이 1963년에 유고슬라비아 사회주의 연방 공화국으로 개칭하자, 마케도니아 인민 공화국도 마찬가지로 마케도니아 사회주의 공화국으로 개칭했다. 그리스 내전(1946년~1949년) 당시 마케도니아 공산주의 반군이 그리스 공산주의자를 지원했다. 이후 그리스에서 난민들이 마케도니아로 많이 들어왔다. 1948년에 유고슬라비아와 소비에트 연방간의 코민포름 분쟁 이후 불가리아가 마케도니아에 대해 영토적 야심을 드러내자, 티토는 마케도니아어의 독자성과 역사 교육을 인정해주었고, 마케도니아 정교회가 세르비아 정교회에서 분리 독립하도록 지원해주었다. 1991년에 마케도니아는 유고슬라비아에서 평화로이 분리 독립하였고, 국호에서 '사회주의'를 뺐다.

### 독립선언
북마케도니아는 1991년 9월 8일을 독립기념일로 지정했는데, 이 날 북마케도니아는 국민 투표를 통해 유고슬라비아에서 독립했으며, 다만 차후 구유고슬라비아 국가의 후신에 참여하기로 법제화했다. '일린덴-프레오브라제니에 반란'이 시작된 날(성 일리야의 날)인 8월 2일도 공화국의 날로 공식적인 차원에서 기념한다.
북마케도니아는 1990년대 초 유고슬라비아 전쟁 와중에도 평화를 지켰다. 유고슬라비아와 북마케도니아 사이의 국경 문제를 놓고 소소한 변화를 합의한 정도 외에 북마케도니아는 별다른 문제를 겪지 않았다. 그러나, 유럽 연합 회원국인 그리스는 자국이 고대 마케도니아 왕국에 대한 역사적 당위성과 정통성을 가졌다는 이유로 북마케도니아 독립에 강력히 반발하여 1994년에는 양국이 군사 대치 사태까지 갔다. 이에 미국과 유럽 각국이 북마케도니아 문제에 개입하여 1995년 9월에 북마케도니아와 그리스는 마케도니아를 구유고슬라비아 마케도니아 공화국(FYROM)으로 지칭한 1993년의 UN 중재안을 받아 들여 관계 정상화에 합의하였다. 또, 1999년에는 코소보 전쟁으로 코소보에서 36만여명의 알바니아계 난민들이 피난오면서 북마케도니아는 심각한 불안(不安) 사태를 맞았다. 전쟁이 끝난 직후에 이들은 북마케도니아를 떠났지만, 양국 국경지대의 알바니아인 급진주의자들이 북마케도니아 영토에 사는 알바니아인들의 자치와 독립을 위해 반란하였다.

### 알바니아계의 반란
2001년 6월에 알바니아계 반군과 정부 간의 분란이 북마케도니아 북부와 서부 지역을 중심으로 벌어졌다. 이 전쟁은 나토 휴전 감시군이 개입하면서 끝난다. 오흐리드 협정에서 북마케도니아 정부는 알바니아계 집단에게 자치 권력의 이양과 문화 인정을 확대하고, 알바니아인들은 분리 요구를 포기하고 북마케도니아 체제를 완전히 인정하기로 합의하였다. 또, 오흐리드 합의에 따라 알바니아계 민족해방군은 무장을 해제하고 무기를 나토군에 넘겼다.

## 지리

북마케도니아 지도

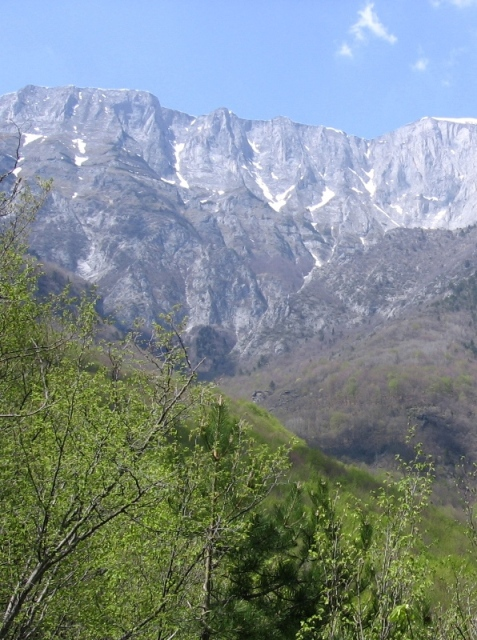
야쿠피카산맥에 있는 솔룬스카 글라바봉의 봄 풍경

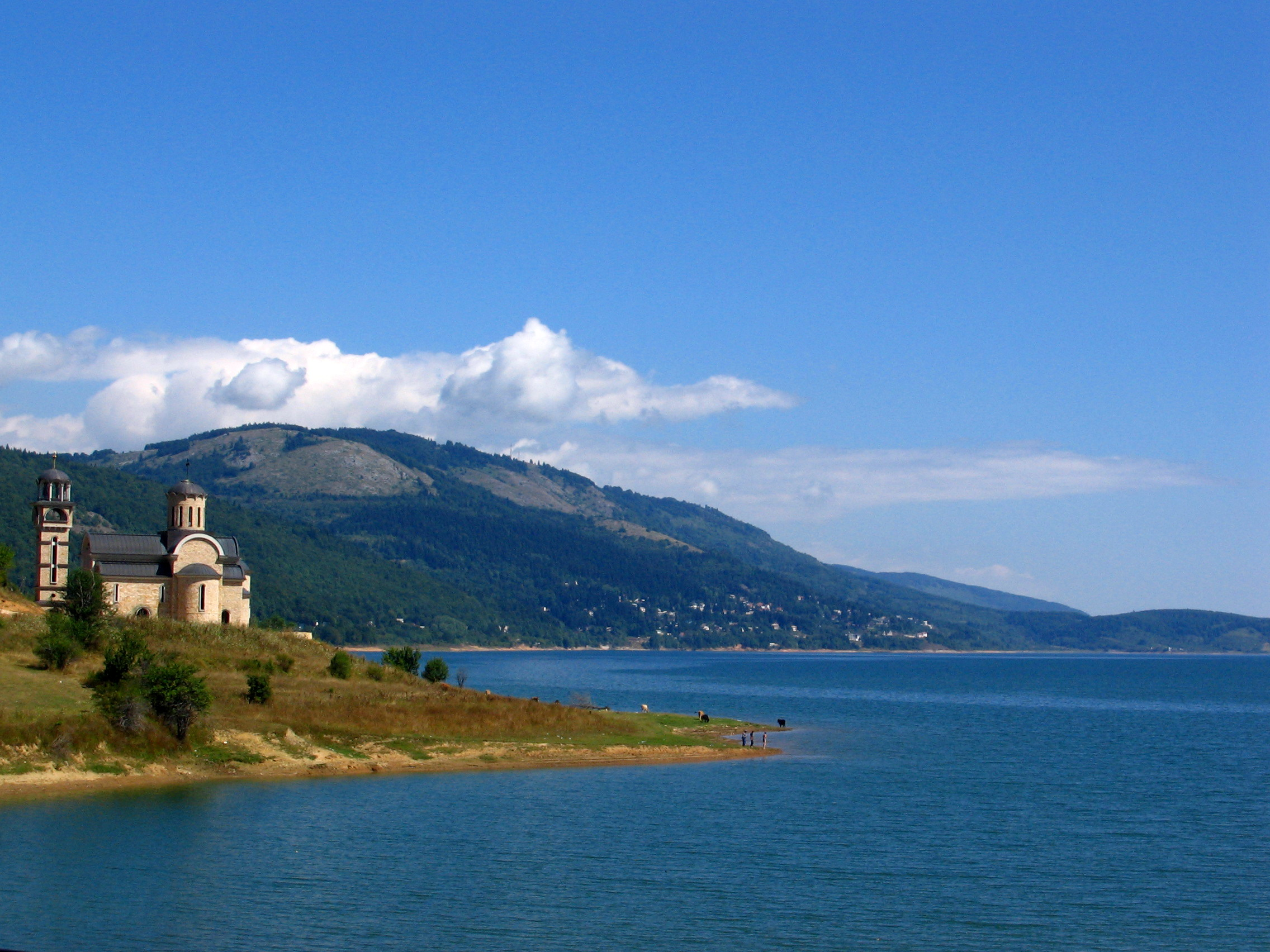
마브로보호

북마케도니아의 면적은 25,713 km2이며 동경 20°~동경 23°, 북위 40°~북위 43°에 위치한다. 국경의 길이는 748km에 달한다. 북쪽으로 세르비아와 63km를 맞닿으며, 동쪽으로는 불가리아와 148km를, 남쪽으로 그리스와 228km를, 서쪽으로 알바니아와 151km를 맞닿아 있다. 이 나라는 그리스에서 발칸반도를 통해 동서유럽과 중부 유럽을 잇고 불가리아를 통해 동방을 잇는 교역로이기도 하다. 북마케도니아는 역사상의 마케도니아 지방의 일부에 불과하며, 같은 이름을 가진 그리스 북부 지방과 불가리아 남서부의 블라고에브그라드주 역시 옛 마케도니아 왕국의 땅이었다.

### 지형
북마케도니아는 지리상 바르다르강 유역을 중심으로 주변 산맥을 국경선으로 삼는 내륙국이다. 샤르산맥에서 오소고보에 이르기까지 국토는 바르다르강 협곡을 사이로 대개 거친 지형으로 이루어져 있다. 알바니아 및 그리스와 접한 남쪽 국경에는 큰 3대 호수인 오흐리드호·프레스파호·도이란호가 있다. 특히 오흐리드호는 세계에서 매우 오래된 호수이자 생태계로 손꼽힌다. 이 지역은 지진 활동이 활발하며 과거에도 심각한 지진이 발생한 바 있는데, 1963년 스코페에서 큰 지진이 발생하여 1,000명이 넘는 사망자가 나기도 했다.
북마케도니아는 주로 산악 경관을 보인다. 주요 산맥이 둘 있는데, 첫째로 샤르산맥은 디나르산맥으로도 알려진 서부 바르다르·펠라고니아 산악군(바바산·니드제산·코주프산·야쿠피카산)으로 이어진다. 두 번째는 로도피산맥으로도 알려진 오소고소산-벨라시카산맥이다. 샤르산맥과 서부 바르다르·펠라고니아 산악군에 속하는 산들은 오소고보-벨라시카산맥보다 더 최근에 형성된 것으로 높이도 더 높다. 알바니아와 북마케도니아의 경계에 있는 샤르산맥의 코라브산은 2,764m로서 북마케도니아에서 가장 높다.

### 음식

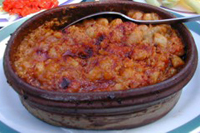
타프체 그라프체
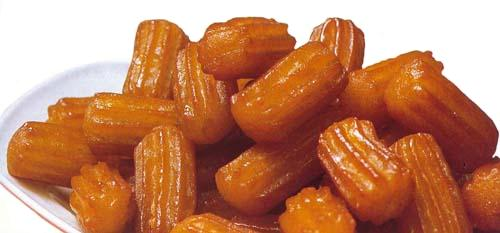
툴룸바
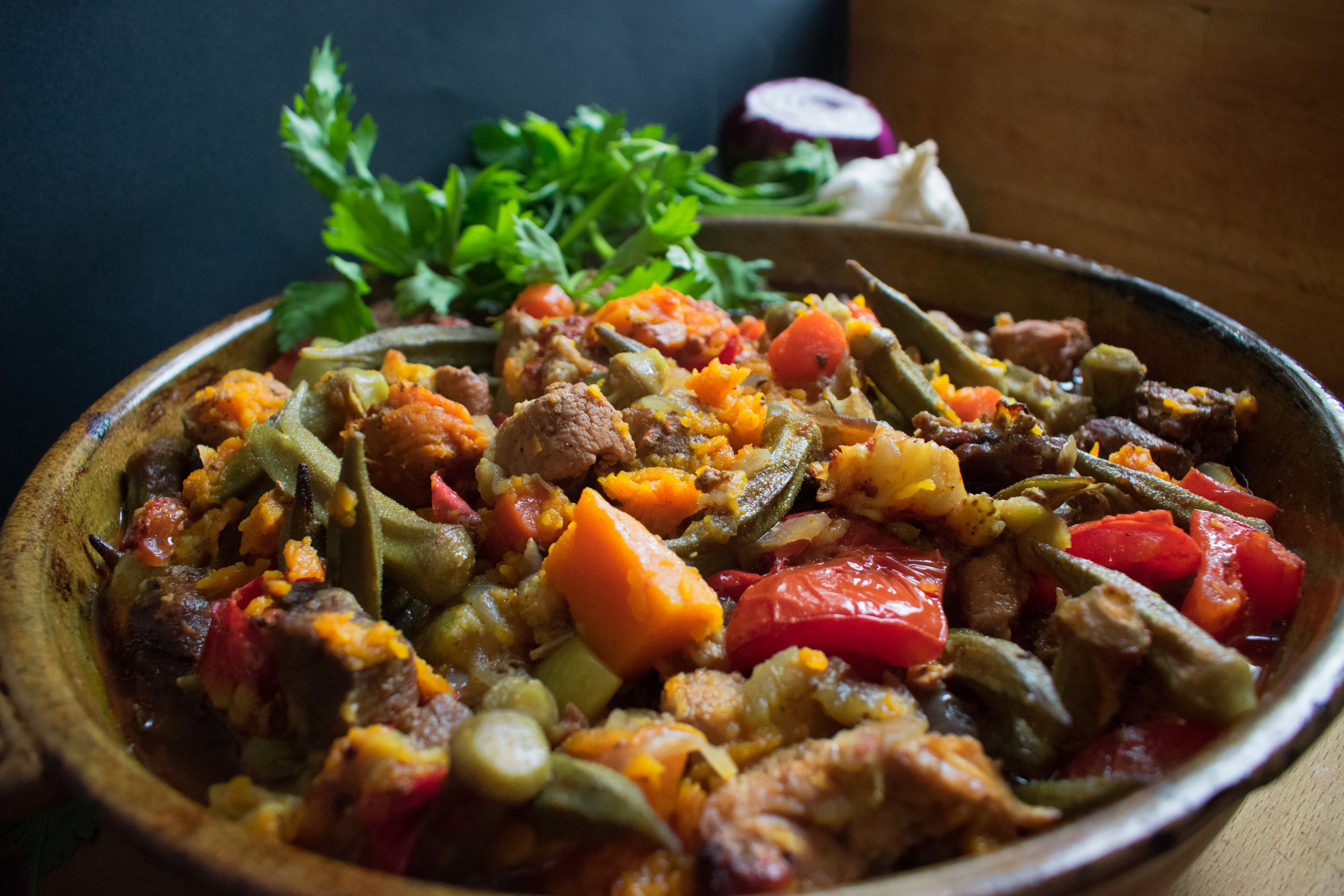
튀를뤼
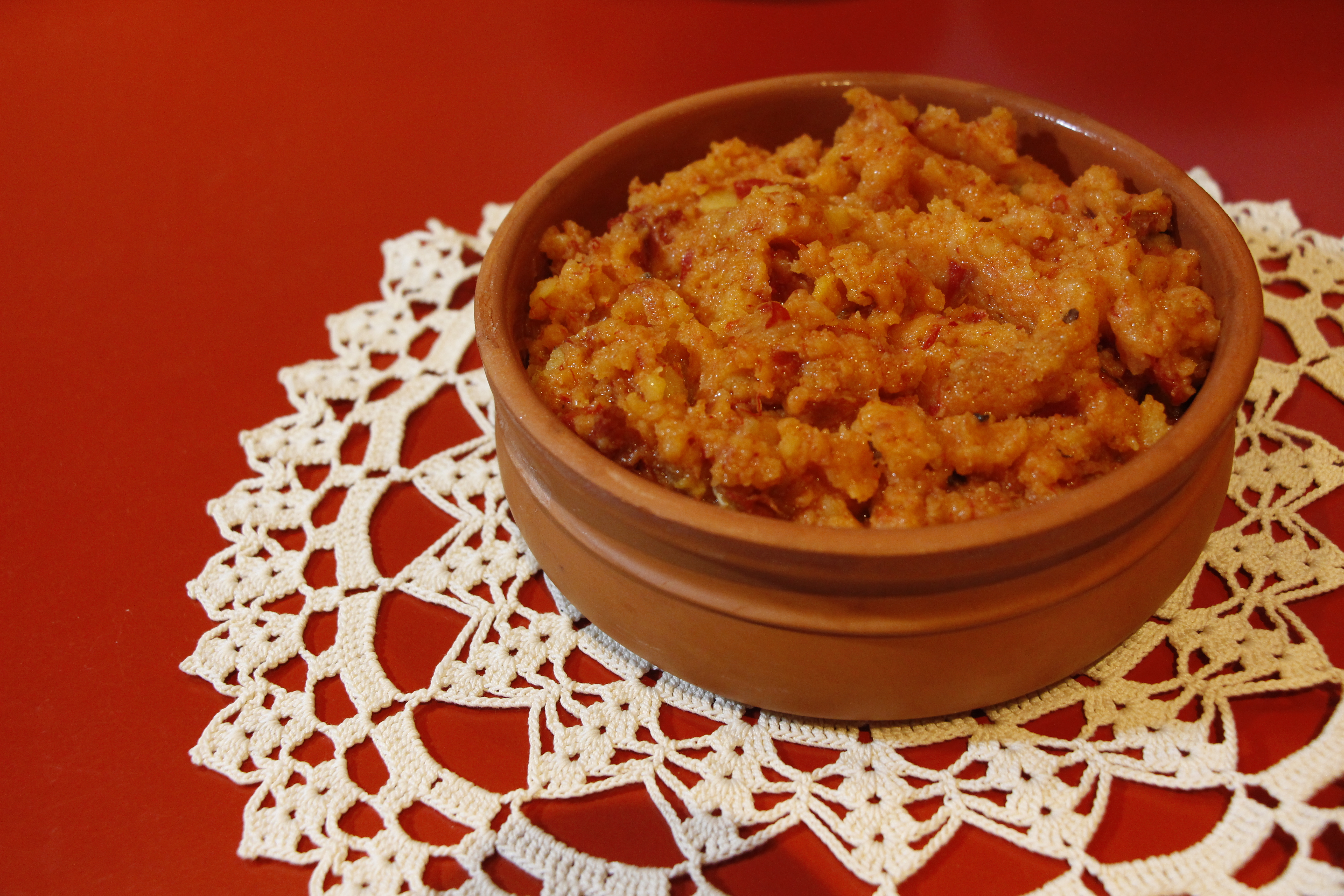
마칼로

## 외교 관계

북마케도니아가 1991년부터 1995년까지 사용한 국기

### 수계
북마케도니아에는 큰 수원지가 1,100곳 있다. 강은 에게해(海)와 아드리아해, 흑해의 분지로 흘러나간다. 이 가운데 에게분지가 가장 넓은데, 국토의 87%인 22,075km²에 이르며, 에게분지에서 가장 긴 강인 바르다르강을 통해 국토의 80%에 해당하는 20,459km²의 강물이 흐른다. 바르다르 강 유역은 마케도니아 경제와 통신 체계에서 중요한 역할을 한다.
츠른 드린 강이 흘러 형성된 아드리아 분지는 국토 면적의 13%인 3,320km·를 차지한다. 오흐리드호와 프레스파호의 물이 이 강을 통해 흘러나간다. 흑해 분지는 37km로 가장 짧은 강으로, 스코프스카 츠르나 고라산 북쪽 지역이다. 이곳은 비나츠카 모라바강의 수원으로, 모라바강과 다음으로 도나우강과 합류하여 흑해로 흐른다.
북마케도니아는 내륙국이긴 하나, 거대한 자연 호수인 오흐리드호, 프레스파호, 도이란호를 비롯해 50여곳의 작은 호수가 있다. 마케도니아어로 온천을 반야(бања)라고 하는데, 바니슈테, 반야 반스코, 이스티반야, 카틀라노보, 케조비카, 코소브라스티, 반야 코차니, 쿠마노프스키 반이, 네고르치 등 전국적으로 총 9곳의 온천 도시와 휴양지가 있다.

### 기후
북마케도니아는 지중해성 기후에서 대륙성 기후로 가는 점이적인 기후를 보인다. 여름은 고온 건조하고, 겨울은 약간 춥다. 연평균 강수량은 서부 산지의 1,700mm에서 동부 지역의 500mm까지 다양한 양상을 보인다. 이 나라에는 온난한 지중해성, 산악 및 온화환 대륙성 기후 이 세 기후대가 있다. 바르다르강과 스트루미차강이 흐르는 유역을 따라 게브겔리야, 발란도보, 도이란, 스트루미차, 라도비시 지역은 온화한 지중해성 기후를 보인다. 데미르카피야와 게브겔리야 지역은 가장 따뜻한 곳으로, 7, 8월 기온은 40 °C가 넘는다. 산악 기후는 국토의 산지에서 나타나며, 겨울이 길고 눈이 많이 내리며 여름은 짧고 서늘하다. 봄은 가을보다 춥다. 북마케도니아 국토 대부분은 온난한 대륙성 기후로, 여름에는 온난 건조하고 겨울에는 비교적 한랭 습윤하다. 국토 내에 주요 기상 관측소는 30곳이 있다.